# Andreas Voglsammer
Andreas Voglsammer (* 9. Januar 1992 in Rosenheim) ist ein deutscher Fußballspieler auf der Position eines Stürmers. Seit Juli 2025 ist er Vertragsspieler des deutschen Drittligisten Hansa Rostock.

## Karriere

### Vereine
Seine aktive Karriere als Fußballspieler begann Voglsammer in noch jungen Jahren im Nachwuchsbereich des oberbayerischen TSV Haag östlich von München, von wo er schließlich zum etwa 15 Kilometer nördlich gelegenen TSV Dorfen kam und danach in den Nachwuchs des TSV 1860 Rosenheim wechselte. Bevor er nach Rosenheim wechselte, war er auch in der Fördergruppe Jg´92 des Landkreises Erding drei Jahre sehr erfolgreich. Nach einiger Zeit in seiner Geburtsstadt wurde das junge Stürmertalent in der Jugend des FC Bayern München aufgenommen. Nachdem Voglsammer Anfang 2008 noch im Kader der U16-Junioren des FC Bayern München stand, kam er im Laufe des Jahres auch in der U17-Mannschaft des Vereins zum Einsatz. In ebendieser schaffte er es im Jahre 2009 ins Finale um die deutsche B-Junioren-Meisterschaft, wo man allerdings der Jugend des VfB Stuttgart mit 1:3 in der Verlängerung unterlag. Voglsammer kam im Finale jedoch nicht zum Einsatz.
Mit fortgeschrittenem Alter kam der Offensivakteur auch in der U19-Mannschaft des Vereins zum Einsatz und gab dabei noch in der Spielzeit 2008/09 sein Debüt, nachdem er in der B-Junioren-Bundesliga in 20 absolvierten Partien sieben Tore erzielt hatte. Nach diesem Kurzeinsatz 2008/09 wurde Voglsammer in der Saison 2009/10 vermehrt in der A-Jugend eingesetzt, konnte sich aber nicht als Stammspieler durchsetzen. Dennoch brachte er es auf 23 Meisterschaftsauftritte, in denen er zehnmal zum Torerfolg kam. Sein letztes Ligaspiel für die Bayern absolvierte er am 13. Juni 2010 beim 10:0-Kantersieg über die A-Junioren des SSV Jahn Regensburg. Unter anderem gelangen ihm im Jahre 2010 auch zwei Hattricks, wobei er einen bei einem 5:0-Sieg abermals über Jahn Regensburg und den anderen bei einem 4:1-Erfolg über den zu diesem Zeitpunkt Tabellenletzten SV Waldhof Mannheim erzielte.
Nach einigen Jahren im Nachwuchs des FC Bayern München wechselte Voglsammer im Sommer 2010 nach Karlsruhe, wo er in die Nachwuchsabteilung des Zweitligisten Karlsruher SC aufgenommen wurde. Dort spielte er anfangs ausschließlich in der U19-Mannschaft des Klubs, kam aber, nachdem er dem KSC-Trainer Markus Schupp durch seine Leistungen in Testspielen imponiert hatte, im Oktober 2010 erstmals in den Profikader des Vereins. Nachdem er dort nur kurz mit den Profis mittrainiert hatte, gab er schließlich am 16. Oktober 2010 sein Zweitligadebüt, als er bei der 0:2-Heimniederlage gegen den VfL Bochum in der 82. Spielminute für den Georgier Aleksandre Iaschwili eingewechselt wurde. Obwohl er bereits im Profimannschaft zum Einsatz gekommen war, war Voglsammer weiterhin Nachwuchsspieler und hatte auch noch keinen Profivertrag unterzeichnet. In jener Saison kam Voglsammer für die U19-Mannschaft in zweiundzwanzig Meisterschaftsspielen zum Einsatz und erzielte dabei sieben Treffer.
Zu Beginn der Saison 2011/12 verließ Voglsammer den KSC und schloss sich dem Bayernligisten TSV 1860 Rosenheim an. Dort avancierte er sofort zum Stammspieler. Mit zwölf Saisontoren hatte er wesentlichen Anteil am Meistertitel der Rosenheimer und dem Aufstieg in die Regionalliga Bayern. Im Juli 2012 wurde bekannt, dass Voglsammer zur Saison 2012/13 zur SpVgg Unterhaching wechselt.
Im Januar 2015 wechselte Voglsammer für eine nicht genannte Ablösesumme zum Zweitligisten 1. FC Heidenheim. Während der Winterpause der Saison 2015/16 folgte der Wechsel zu Arminia Bielefeld. Erst im Oktober 2016 erzielte Voglsammer mit dem Siegtreffer gegen den SV Sandhausen sein erstes Tor für Bielefeld und zugleich sein erstes Zweitligator. Der schon als „Fehleinkauf“ geltende Stürmer konnte daraufhin seine Torgefährlichkeit steigern.
Schon in der Saison 2017/18 wurde Voglsammer mit 13 Saisontoren zum erfolgreichsten Spieler seiner Mannschaft, nachdem dies in den sechs Jahren zuvor jeweils Fabian Klos gewesen war. Die Arminia belegte am Saisonende Platz vier. In der Saison 2019/20 führte Voglsammer zusammen mit seinem Sturmpartner Fabian Klos die Mannschaft zur Herbstmeisterschaft. Von den Fans wird das Duo liebevoll als „Klosammer“ bezeichnet. Am 20. Spieltag erlitt der Stürmer beim 0:0 im Erzgebirgsstadion in Aue einen Mittelfußbruch und fiel langfristig aus; bis dato hatte er zehn Treffer erzielt und fünf weitere vorbereitet. Beim 1:1 gegen den VfL Osnabrück Mitte Mai (26. Spieltag) kehrte Voglsammer auf den Rasen zurück.
Am 10. Juni 2021 wechselte er zum 1. FC Union Berlin. Er kam in 32 der 34 Ligaspiele der Bundesligasaison 2021/22 zum Einsatz und erreichte mit der Mannschaft das Halbfinale des DFB-Pokals 2021/22.
Nach der Saison wurde er vom englischen Zweitligisten FC Millwall für eine Saison mit der Option auf eine weitere verpflichtet.
Am letzten Tag des Transferfensters am 1. September 2023 wechselte Voglsammer ablösefrei zu Hannover 96. Dort unterschrieb er einen Vertrag bis 2025. In seiner Premierensaison bei Hannover kam er auf 27 Ligaspiele, in denen er 8 Tore erzielte. 
Im Sommer 2025 verließ er den Verein und schloss sich für die 3. Liga-Saison 2025/26 Hansa Rostock an.

### Nationalmannschaft
Sein Debüt als Nationalspieler gab er am 27. Mai 2008 für die U16-Nationalmannschaft, die im Testspiel gegen die Auswahl Frankreichs torlos spielte; zwei Tage später gehörte er der Mannschaft an, die die Auswahl Frankreichs im zweiten Vergleich 3:0 besiegte. Für die U18-Nationalmannschaft bestritt er drei Länderspiele im Rahmen eines Turniers in den Vereinigten Arabischen Emiraten. In dieser Altersklasse debütierte er mit Einwechslung für Nils Röseler ab der 79. Minute bei der 0:1-Niederlage gegen die U19-Auswahl Südkoreas. Bei den beiden 1:0-Siegen über die Auswahl der U19 der Vereinigten Arabischen Emirate am 10. April und über die Auswahl der U18 Ägyptens am 12. April wurde er ebenfalls eingesetzt.

## Erfolge und Auszeichnungen
- Meister der B-Junioren-Bundesliga Staffel Süd/Südwest: 2009
- Meister der Bayernliga und Aufstieg in die Regionalliga: 2012
- Meister der zweiten Bundesliga und Aufstieg in die Bundesliga: 2020